# 星野千寿子
星野 千寿子（ほしの ちずこ、1970年6月21日 - ）は、日本の女性声優。ぷろだくしょんバオバブ所属。東京都出身。

## 来歴
バオバブ学園7期生。以前は劇団すごろくに所属していた（2011年1月10日を以て退団）。

## 人物
声種はソプラノ。声優としてはアニメ、ゲーム、吹き替えなどで活躍。
特技はジャズダンス。趣味は写真撮影、ブログ。資格は珠算3級、書道4級。
好きな言葉は「エコロジー」。

## 出演

### テレビアニメ
- クレヨンしんちゃん（1993年 - 、魚の目お銀〈2代目〉[7]、客C）
- バンブー・ベアーズ（1997年、ジュニア）
- 下級生（1999年、橘真由美）
- ToHeart（1999年、あかりの母）
- ムーぽん（1999年、おかーぽん）
- 幻想魔伝 最遊記（2000年、シャオヘイ）
- THE ビッグオー（2000年）
- スクライド（2001年、婦人警官、おばさん、牧場のおばちゃん）
- あたしンち（2004年 - 2005年、叔母、女性A）
- はぴねす!（2006年、小日向音羽、ビサイム）
- 名探偵コナン（2009年 - 2024年、川相晴華、鏡堂桃枝、サレルノ・有里紗）
- FORTUNE ARTERIAL 赤い約束（2010年、シスター天池）

### 劇場アニメ
- クレヨンしんちゃん 爆発!温泉わくわく大決戦（1999年、お銀）
- クレヨンしんちゃん 嵐を呼ぶジャングル（2000年、お銀）
- クレヨンしんちゃん オタケベ!カスカベ野生王国（2009年、魚の目お銀）
- クレヨンしんちゃん 爆盛!カンフーボーイズ〜拉麺大乱〜（2018年、魚の目お銀）
- クレヨンしんちゃん 激突! ラクガキングダムとほぼ四人の勇者（2020年、魚の目お銀）
- クレヨンしんちゃん オラたちの恐竜日記（2024年、魚の目お銀）

### OVA
- 湘南純愛組!（1994年、女子A）
- それいけ!アンパンマン うたってあそぼう♪ようちえんはたのしいな（1999年、ささきゆうこ、おおしたはなこ）
- 同級生2 Special 卒業生（1999年、洋介の彼女）

### ゲーム
1997年
- この世の果てで恋を唄う少女YU-NO（有馬恵子、ほか）※セガサターン版
- 竜機伝承 〜DRAGOON〜（シルバーニャ・バルファルド）

1998年
- がんばれゴエモン〜来るなら恋! 綾繁一家の黒い影〜（デッチ、綾繁の母、綾繁ボン）
- がんばれゴエモン〜でろでろ道中 オバケてんこ盛り〜
- 恋愛候補生 STARLIGHT SCRAMBLE（八神千里）

1999年
- ぷよぷよDA! -featuring ELLENA System-（ルルー）
- ぷよぷよ〜ん（ルルー、ドラゴン）
- マリア2 受胎告知の謎（桜沢比奈子）

2000年
- 麻雀やろうぜ!2（早見明菜）
- 竜機伝承3 〜黄昏に導かれし者たち〜（ミスティ、神龍の女神）

2003年
- 青い涙（柏木恵）

2004年
- PIZZICATO POLKA 〜縁鎖現夜〜（管理人）

2005年
- ポンコツ浪漫大活劇バンピートロット（ローズマリー）

2006年
- We Are*（稲敷雪枝）
- クレヨンしんちゃん 最強家族カスカベキング うぃ〜（魚の目お銀）
- クレヨンしんちゃん 伝説を呼ぶ オマケの都ショックガーン!（魚の目お銀）
- マブラヴ全年齢版（月詠真那）
- マブラヴ オルタネイティヴ全年齢版（月詠真那）

2007年
- きると 貴方と紡ぐ夢と恋のドレス（エナ）
- クレヨンしんちゃんDS 嵐を呼ぶ ぬってクレヨ〜ン大作戦!
- 熱帯低気圧少女（晴瑠夜天音）
- はぴねす! でらっくす（小日向音羽、ビサイム）

2010年
- 加奈 〜いもうと〜（PlayStation Portable版）（サブキャラクター）

2011年
- クレヨンしんちゃん 宇宙DEアチョー!? 友情のおバカラテ!!
- 真かまいたちの夜 11人目の訪問者（赤城恵美）

2014年
- クレヨンしんちゃん 嵐を呼ぶ カスカベ映画スターズ!（魚の目お銀）
- マブラヴ オルタネイティヴ トータル・イクリプス（月詠真那）※PC版

### ドラマCD
- 下級生 Radio Avenue（橘真由美）
- カリスマ（看護婦）
- Gファンタジーコミック CDコレクション 最遊記（翼）
- サクラ大戦 第四期 ドラマCDシリーズ3 シャンゼリゼの怪人?!（取り巻き婦人A）
- 同級生 恋愛専科（男子生徒）
- 同級生 恋愛専科2（女子生徒、陸上部部員）
- 都立魔法学園（メラミ）
- はぴねす! ドラマCD 雪のバレンタインデー（小日向音羽）
- ベンチマークに恋をして（西山麗子）

### 吹き替え

#### 映画
- アメリカン・バイオレンス
- 恋する人魚たち ※テレビ東京版
- ハイ・フィデリティ ※ビデオ・DVD版
- フェア・ゲーム
- マキシマム・リスク ※ビデオ版
- マスク ※日本テレビ版

#### ドラマ
- 楊家将（女官）

### 舞台
- アイムソーリー
- オンリーユー
- キンダーガーデンのお姫様
- 鯉のから騒ぎ
- 丹青の井戸の茶わん
- TOKYO SUKACHARA STORY
- 蛍